# ZMapp
ZMapp — экспериментальный биологический препарат разработки США и Канады, который в августе 2014 года был представлен в качестве лекарственного средства от разразившейся в этом году в ряде стран Западной Африки эпидемической вспышки геморрагической лихорадки Эбола. Он состоит из трёх гуманизированных моноклональных антител, полученных по гибридомной технологии.

## Разработка
Созданием препарата занимается фирма Mapp Biopharmaceutical из калифорнийского города Сан-Диего, правительство США и Управление здравоохранения Канады.
Эта разработка родилась на основе программы получения лекарственных препаратов из антител, которая уже больше десяти лет проводилась в США для защиты своих военнослужащих и многолетнего финансирования управлением здравоохранения Канады.
Два из трёх гуманизированных моноклональных антител (англ. mAbs) в составе препарата были взяты из комбинации антител ZMAb (получена Defyrus/PHAC), а третье из MB-003 (получено Mapp).
По данным авторов исследования, при экспериментальном заражении вирусом лихорадки Эбола макак-резус, в случае начала лечения данным препаратом не позднее 5 дней с момента инфицирования выживаемость животных составила 100 %, при том что до введения препарата у многих отмечались серьёзные проявления заболевания такие, как значительное повышение температуры тела, наличие вируса в крови (виремия), аномалии количества кровяных телец и биохимического состава крови. Тяжелое течение болезни, проявлявшееся в повышении количества ферментов печени, кровотечениях из слизистых оболочек и генерализованной петехии (мельчайших кровоизлияниях на коже в результате разрыва капилляров), оказалось обратимым с полным выздоровлением животных-пациентов.

## Производство

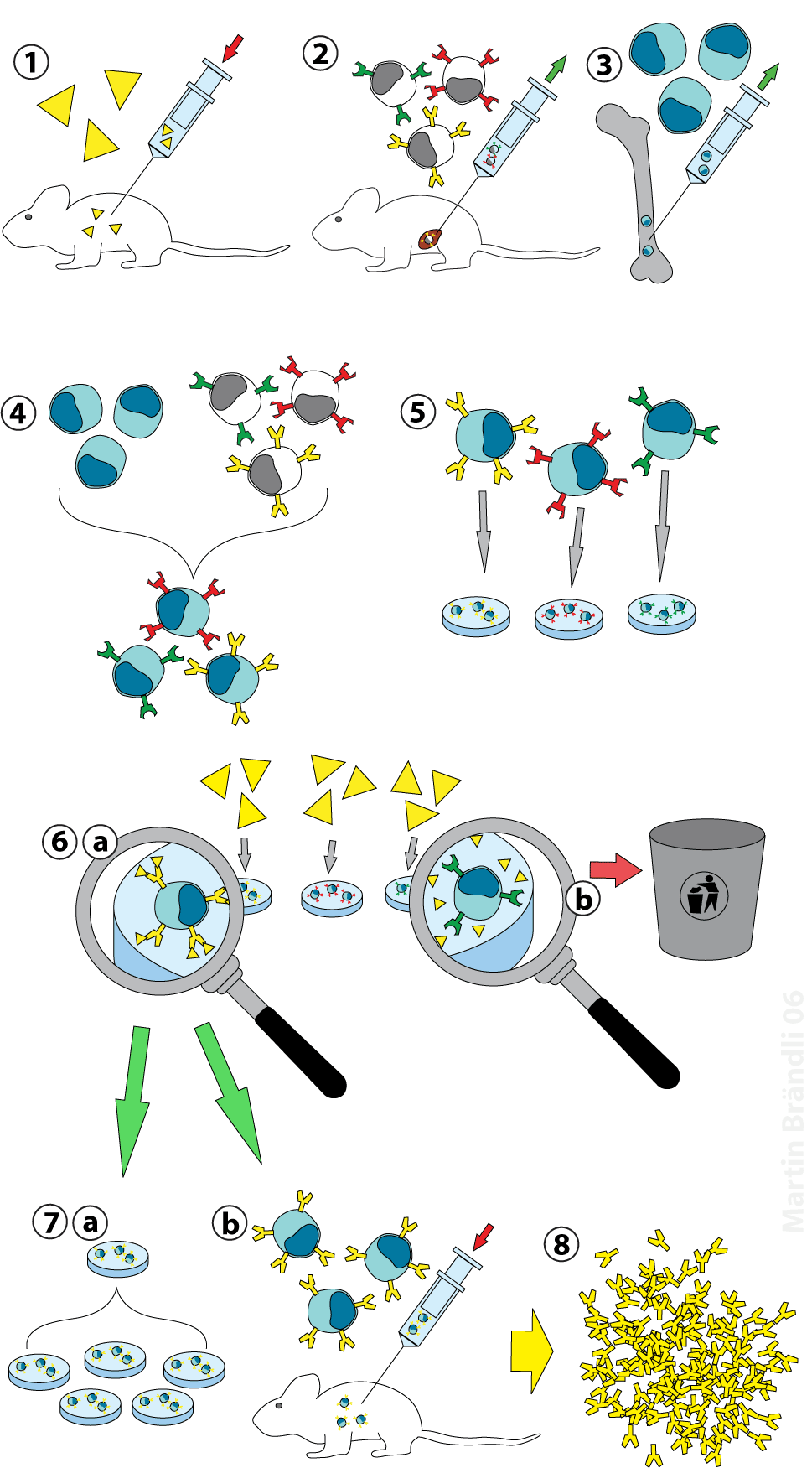
Гибридомная технология:
(1) иммунизация животных;
(2) выделение В-лимфоцитов из селезёнки;
(3) культура клеток миеломы;
(4) слияние В-лимфоцитов и клеток миеломы;
(5) сегрегация клеточных линий;
(6) скрининг и селекция линий, производящих антитела;
(7) размножение гибридомы in vitro (a) или in vivo (b);
(8) получение антител.

Первоначальное количество антител к вирусу получается по гибридомной технологии. При этом методе мышам вводится вирус, у них развивается иммунный ответ, из их селезёнки выделяются В-лимфоциты, которые сливаются с опухолевыми клетками — клетками миеломы, после чего производятся скрининг и селекция клеточных линий, производящих антитела, для отбора лучших антител. После отбора такого антитела выделяют ген, кодирующий его, а затем антитело гуманизируют (заменяют участки белковой цепи, свойственные животному, от которого оно получено, на свойственные человеку) во избежание аллергической реакции.
Для последующего размножения гибридомы в случае ZMapp использовались генетически-модифицируемые тем самым растения табака, которые начинали продуцировать соответствующие антитела. Модифицирование (трансфекция) генетического аппарата табачных растений производилось специально подобранным переносчиком вирусной инфекции — культурой инфицированной вирусом бактерии Agrobacterium tumefaciens, известной своей способностью внедрять участки своей ДНК в ДНК растений и поэтому важной для генной инженерии в агробиологии. Затем из растений получают нужные антитела.

## Применение
На сайте разработчика на конец августа 2014 было указано, что препарат попал в кандидаты на то, чтобы стать лекарством от Эбола в январе того же года, но что его применение на людях ещё не разрешено американскими властями из-за неисследованности его эффективности и безопасности у человека, и что компания ещё не располагает достаточным количеством препарата.
В августе 2014 г. сообщалось о двух излеченных с помощью ZMapp американских медиках (главном враче либерийского медицинского центра Samaritan’s Purse д-ре Кенте Брэнтли и помогавшей ему миссионерке Serving in Mission (SIM) Нэнси Райтбол (англ. Dr. Kent Brantly и Nancy Writebol) из Университета Эмори в городе Атланта штата Джорджия), оказывавших помощь населению Либерии.
По сообщению Центра по контролю и профилактике заболеваний США, экспериментальное лечение своих добровольных сотрудников было заказано самой организацией Samaritan’s Purse, которая связалась с CDC. CDC связала заявителей с организацией «Национальные институты здравоохранения США» (англ. National Institutes of Health (NIH)), а там их связали с частной компанией — разработчиком препарата. В итоге американские государственные организации непосредственно не участвовали в проведении лечения препаратом, эффективность и безопасность которого не были доказаны, вследствие чего он ещё не получил разрешения к применению на людях в США. Там же со ссылкой на производителя было заявлено, что на тот момент получено лишь минимальное количество доз препарата и все они используются, и что заказ на новые разместить пока невозможно. Там же сказано, что согласно регламентам Управления по контролю за продуктами и лекарствами США (FDA) в исключительных случаях может допускаться применение инновационных лекарственных средств, которые ещё не прошли полного цикла клинических испытаний.
Заболевший доктор также получил переливание крови 14-летнего подростка, который пережил данную инфекцию под руководством этого врача и был ему благодарен. При анализе наблюдений над эпидемией 1995 года выяснилось, что уже тогда жизнь 7 из 8 заболевших медиков была спасена иммунизацией с помощью переливания крови успешно переживших заболевание, но этот метод не стал общепринятым в ходе нынешней эпидемии из-за его малоизученности применительно к данному заболеванию.
Применение остродефицитного, но потенциально эффективного препарата для спасения жизни именно иностранцев, представителей белой расы, традиционно связывавшейся в Африке с идеями колониализма, вызвало сомнения в этичности данного шага у части общественности и вынудило президента Samaritan’s Purse подтвердить в прессе правильность сделанного выбора. Президент организации аргументировал принятое решение тем, что самоотверженный и обладающий крепкой верой в бога врач достоин излечения, за которое молились члены этой организации, к тому же излечение и отсутствие тяжелых побочных действий в силу малоисследованности препарата были не гарантированы. Инициаторов дискуссии автор ответа представил как людей, живущих в США в благополучных условиях и далеких от мысли о том, чтобы поехать в Африку для оказания реальной помощи её жителям. Он сообщил также, что существовало всего три дозы препарата, из которых две получила в Либерии г-жа Райтбол, и третью ввели врачу.
В 2014 году СМИ сообщали, что лечение с помощью ZMapp испанского священника, заразившегося в Либерии, оказалось безуспешным и болезнь окончилась летальным исходом.

## Комментарии
1. ↑  гуманизированные антитела — это рекомбинантные антитела, изначально полученные у животных, с добавленными элементами иммуноглобулина человека с целью снизить иммунный ответ при введении этих антител человеку[1]